# Franekeradeel (1984-2018)

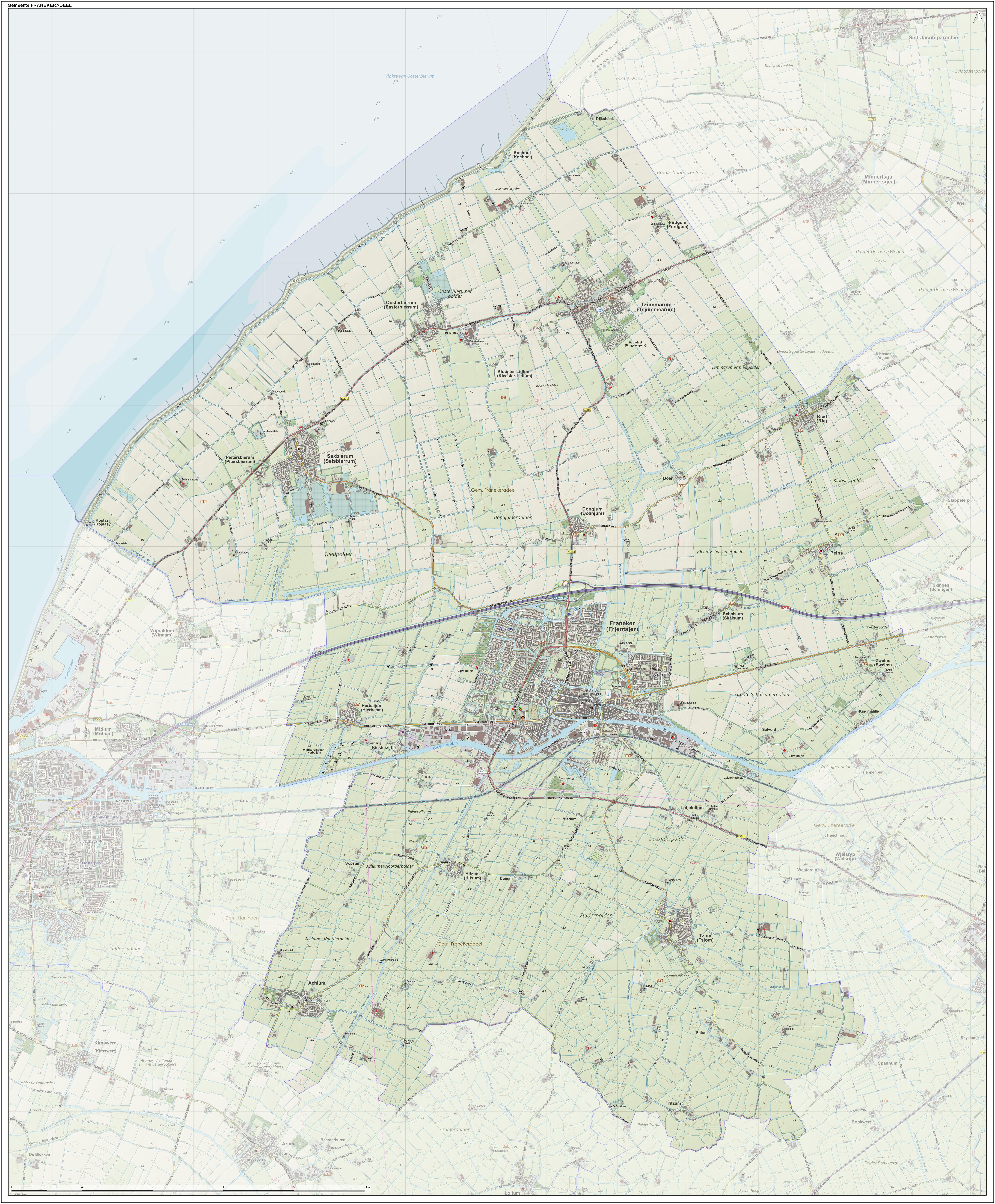
Topografische gemeentekaart van Franekeradeel, september 2017

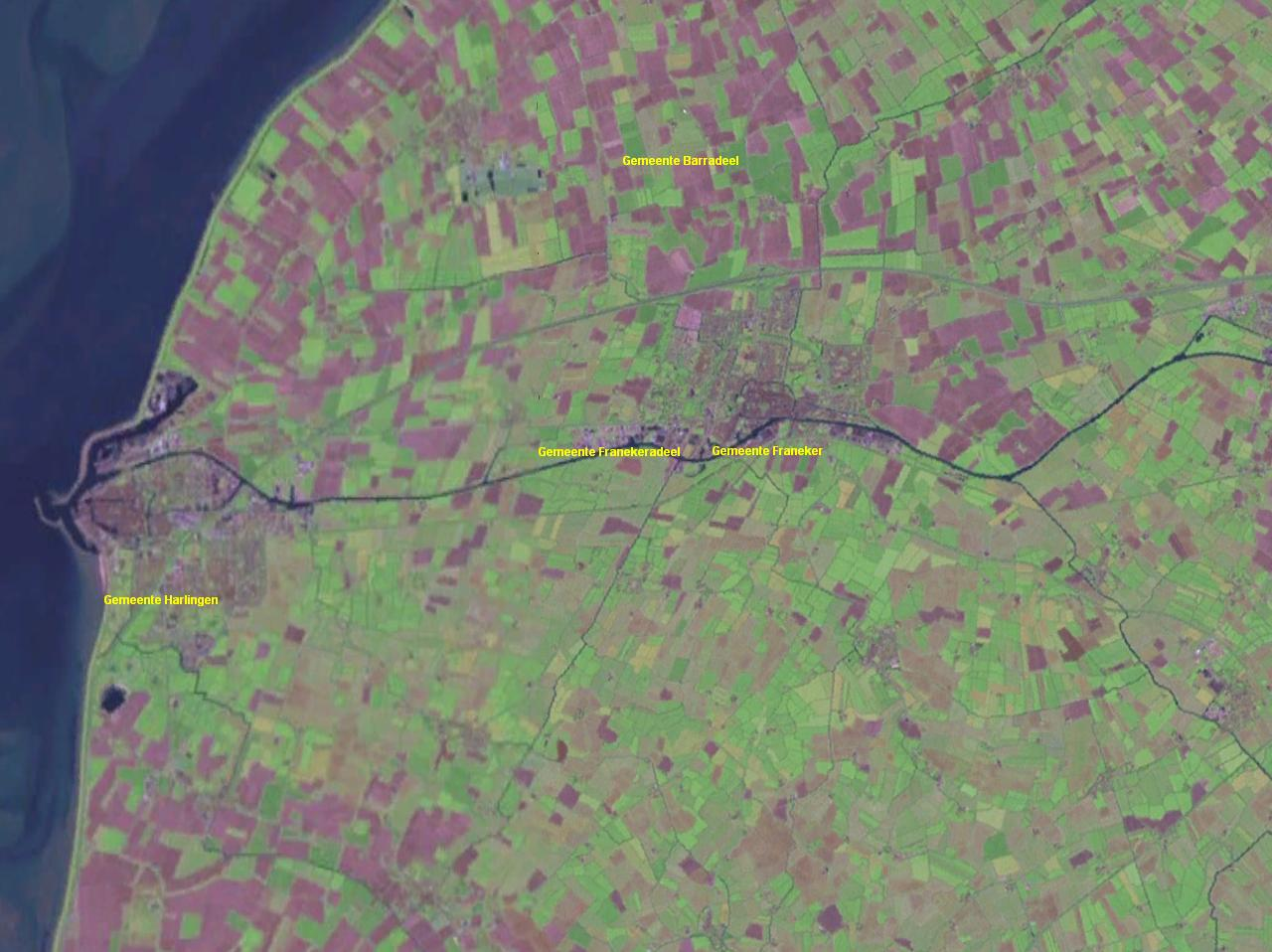
Satellietfoto met aanduiding van gemeenten

Franekeradeel (uitspraakⓘ; Fries: Frjentsjerteradiel (uitspraakⓘ)) was een gemeente in de Nederlandse provincie Friesland met 20.180 inwoners (30 april 2017, bron: CBS) met een oppervlakte van 109,17 km², waarvan 6,44 km² water.

## Geschiedenis
Tot de gemeentelijke herindeling op 1 januari 1984 was Tzum de grootste plaats van de toenmalige gemeente Franekeradeel. Echter, het gemeentehuis van Franekeradeel was gevestigd in de Martenastins in Franeker. Daarna werd de rol van bestuurscentrum overgenomen door het gemeentehuis van de gemeente Franeker.
Na het besluit tot fuseren in april 2016 ging Franekeradeel per 1 januari 2018 samen met Het Bildt, Menaldumadeel en vier dorpen uit Littenseradeel op in de nieuwgevormde gemeente Waadhoeke.

## Kernen

### Stad en dorpen
De gemeente Franekeradeel bestond uit zeventien officiële kernen, waarvan de stad Franeker verreweg de grootste was. De Nederlandse namen waren de officiële.
Aantal inwoners per woonkern op 31 december 2009:
Bron: Burgerjaarverslag 2009 Gemeente Franekeradeel

### Buurtschappen
Naast deze officiële kernen bevonden zich in de gemeente de volgende buurtschappen:
| - Arkens (Erkens) - Barrum - Dijkshoek (Dykshoeke) - Doijum (Doaium) - Fatum (Fâltum) - Holprijp (Holpryp) - De Kampen - Kie | - Kiesterzijl (Kystersyl) - Kingmatille (Keimpetille) - Koehool (Koehoal) - Koum (Koüm) - Laakwerd (Laakwert) - Lutjelollum (Lutsjelollum) - Miedum - Roptazijl (Roptasyl) | - Salverd (Salvert) - Sopsum - Tallum - Teetlum (Teatlum) - Tolsum - Tritzum (Tritsum) - De Vlaren (de Flearen of de Vlaeren) - War |

## Aangrenzende gemeenten
| Aangrenzende gemeenten | Aangrenzende gemeenten | Aangrenzende gemeenten | Aangrenzende gemeenten | Aangrenzende gemeenten |
| ---------------------- | ---------------------- | ---------------------- | ---------------------- | ---------------------- |
| Terschelling           |                        |                        |                        | het Bildt              |
|                        |                        |                        |                        |                        |
| Harlingen              | Menaldumadeel          |                        |                        |                        |
|                        |                        |                        |                        |                        |
| Súdwest-Fryslân        |                        |                        |                        | Littenseradeel         |

## Gemeenteraad
De gemeenteraad van Franekeradeel bestond uit negentien zetels. Hieronder staat de samenstelling van de gemeenteraad sinds 1998:
| Gemeentebelang Franekeradeel | 3  | 5  | 3  | 5  | 5  |
| CDA                          | 6  | 5  | 5  | 4  | 4  |
| FNP                          | 3  | 3  | 3  | 2  | 4  |
| PvdA                         | 5  | 4  | 5  | 3  | 2  |
| VVD                          | 2  | 1  | 1  | 2  | 1  |
| D66                          | -  | -  | -  | 1  | 1  |
| GroenLinks                   | -  | -  | 1  | 1  | 1  |
| ChristenUnie                 | -  | 1  | 1  | 1  | 1  |
| Totaal                       | 19 | 19 | 19 | 19 | 19 |

### College 2010-2014
Het college van burgemeester en wethouders van Franekeradeel in de zittingsperiode 2010-2014 bestaat uit een coalitie van PvdA, Gemeentebelang en de VVD.
De burgemeester en wethouders zijn:
- Eduard van Zuijlen (GL): Waarnemend burgemeester sinds 1 december 2015;
- T. Twerda (PvdA);
- J.R. Bekkema (Gemeentebelang);
- D. Osinga-Bonnema (VVD).

## Cultuur

### Monumenten
In de voormalige gemeente zijn er een aantal rijksmonumenten en oorlogsmonumenten, zie:
- Lijst van rijksmonumenten in Franekeradeel
- Lijst van oorlogsmonumenten in Franekeradeel

### Kunst in de openbare ruimte
In de voormalige gemeente zijn diverse beelden, sculpturen en objecten geplaatst in de openbare ruimte, zie:
- Lijst van beelden in Franekeradeel